# Großer Hammerhai
Der Große Hammerhai (Sphyrna mokarran) ist mit einer maximalen Größe zwischen 5,5 und 6,1 Metern der größte Hai innerhalb der Familie der Hammerhaie (Sphyrnidae). Er lebt weltweit im Bereich tropischer und subtropischer Küstengebiete und des Kontinentalschelfs, wobei er Korallenriffe als Lebensraum bevorzugt. Von anderen großen Haien unterscheidet er sich vor allem durch die Ausprägung des hammerförmig vergrößerten Kopfes (Cephalofoil) sowie seiner sehr großen und sichelförmigen ersten Rückenflosse. Er ist ein Einzelgänger und ernährt sich von einer Vielzahl wirbelloser Tiere sowie von Knochen- und Knorpelfischen einschließlich kleiner Haie und Vertretern der eigenen Art. Die Hauptbeute stellen jedoch Rochen, speziell Stechrochen, dar, die er durch die am Cephalofoil befindlichen Sinnesorgane aufspürt und mit dem Kopf am Boden festhält, um sie zu fressen.
Wie alle anderen großen Hammerhaie wird diese Art als dem Menschen potenziell gefährlich eingestuft, Haiunfälle mit Hammerhaien sind allerdings sehr selten dokumentiert. Aufgrund seiner großen Flossen und seiner Haut wird er kommerziell bejagt und ist von der International Union for Conservation of Nature (IUCN) als „vom Aussterben bedroht“ (critically endangered) eingestuft.

## Merkmale
Der Große Hammerhai ist durchschnittlich 3,5 Meter lang mit einem Gewicht von über 230 Kilogramm. Wenige Exemplare, vor allem Weibchen, erreichen deutlich größere Körperlängen, die maximalen Körperlängen liegen bei 5,5 bis 6,1 Metern. Damit ist diese Art der größte Vertreter der Hammerhaie vor dem Bogenstirn-Hammerhai (S. lewini) und dem Glatten Hammerhai (S. zygaena), deren maximale Längen jeweils etwa 4 Meter betragen. Der schwerste bislang dokumentierte Große Hammerhai war ein 4,4 Meter langes Weibchen mit einem Gewicht von 580 Kilogramm, das 2006 vor der Küste von Boca Grande, Florida, gefangen wurde. Das Exemplar war trächtig mit 55 Jungtieren, die kurz vor der Geburt standen.

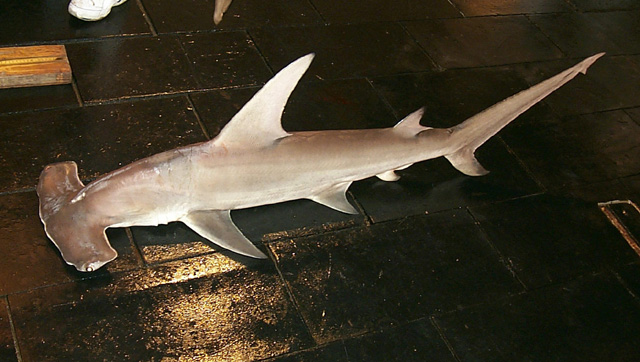
Großer Hammerhai

Der Körper des Hais ist wie bei allen Haien der Familie stromlinienförmig. Die Rückenfärbung ist dunkelbraun, bronzefarben oder grau bis grau-braun, an den Flanken zum Bauch hin wird sie heller und der Bauch ist weißlich gefärbt; der Grenzverlauf zwischen Bauch- und Rückenfärbung ist klar gezeichnet. Ausgewachsene Exemplare besitzen keine deutlichen Flossenmarkierungen, mit Ausnahme eines dunkleren Rands der Brustflossenunterseite, bei den Jungtieren kann die Spitze der zweiten Rückenflosse schwarz gefärbt sein. Der hammerförmige Kopf (Cephalofoil) besitzt eine Breite, die zwischen 23 und 27 % der Körperlänge entspricht, wodurch der Große Hammerhai den im Verhältnis zum Körper breitesten Kopf aller Arten der Gattung Sphyrna besitzt; nur der Kopf des Flügelkopf-Hammerhais (Eusphyrna blochii) ist mit einer Breite von fast 50 % der Körperlänge noch breiter ausgebildet. Die Vorderkante des Cephalofoil ist nahezu gerade und besitzt sowohl in der Kopfmitte als auch beidseitig nahe dem Kopfrand jeweils eine deutliche Einbuchtung, die Hinterkante ist leicht konkav. Damit unterscheidet sich die Art von anderen großen Arten mit gebogenem Cephalofoil. Das breite Maul bildet von unten betrachtet eine Parabel, kurze Labialfurchen sind vorhanden. Die Zähne des Ober- und Unterkiefers sind schräg dreieckig mit einer Spitze und stark gezackt, zu den Maulrändern werden sie zunehmend stärker gebogen. Im Oberkiefer befinden sich in jeder Gebisshälfte 17 Zähne sowie 2 bis 3 Zähne im Bereich der Symphyse, im Unterkiefer 16 bis 17 Zähne in jeder Gebisshälfte und 1 bis 2 Zähne im Bereich der Symphyse. Wie bei anderen Haien liegen hinter diesen Zähnen weitere Zahnreihen.
Wie alle Arten der Familie besitzt auch dieser Hammerhai fünf Kiemenspalten, ein Saugloch fehlt. Er hat eine sehr ausgeprägte und auffallend große und sichelförmige erste Rückenflosse, die oberhalb des Innenrandes der Brustflossen ansetzt. Die zweite Rückenflosse und die Afterflosse sind deutlich kleiner, im Vergleich zu anderen Arten jedoch ebenfalls relativ groß mit tiefen Einkerbungen am hinteren Rand. Die Bauchflossen sind sichelförmig mit einem konkav ausgebildeten Hinterrand und unterscheiden sich dadurch von dem gerade ausgebildeten Flossenrand beim Bogenstirn-Hammerhai. Die asymmetrische Schwanzflosse ist ebenfalls stark sichelförmig. Sie besteht aus einem schmalen unteren Lobus sowie einem deutlich längeren oberen Lobus mit kleinem Endlappen. Die Haut ist eng besetzt mit zahnartigen Placoidschuppen, die diamantenförmig sind und jeweils drei bis fünf horizontale Leisten bei kleineren und fünf bis sechs bei größeren Individuen aufweisen.

## Verbreitung

Verbreitungsgebiete des Großen Hammerhais

Große Hammerhaie sind nahezu weltweit in den tropischen und subtropischen Küstengewässern auf dem Kontinentalschelf zwischen dem 40. nördlichen und dem 37. südlichen Breitengrad zu finden. Im westlichen Atlantik reicht das Verbreitungsgebiet von North Carolina bis nach Uruguay und schließt dabei den Golf von Mexiko, das Gebiet um die Bahamas und die Karibik ein. Im östlichen Atlantik reicht es von Marokko bis zum Senegal, wobei der Hai auch im Mittelmeer lebt; er ist hier selten und besitzt einen Schwerpunkt im westlichen und südlichen Mittelmeer. Vorkommen vor Gambia, Guinea, Mauretanien, Sierra Leone und Westsahara sind anzunehmen, konnten jedoch nicht bestätigt werden. Entlang der Küsten des Indischen Ozeans ist er von der Ostküste Afrikas entlang der asiatischen Küste einschließlich des Roten Meeres nahezu überall anzutreffen. Im Bereich des westlichen Pazifiks lebt er an den Küsten und Inseln von Asien (China, Taiwan) bis nach Australien (Northern Territories, Queensland, New South Wales), Neukaledonien und Französisch-Polynesien und im östlichen Pazifik von der südlichen Baja California bis Peru.
Diese Art kann sich sowohl im flachen als auch im tieferen Wasser bis etwa 80 Meter aufhalten. Dabei bevorzugen die Tiere Korallenriffe als Lebensraum, können jedoch auch auf dem Kontinentalschelf, im Bereich von Inselsockeln, in Lagunen und im küstennahen Tiefenwasser leben. Die Populationen vor Florida und aus dem Südchinesischen Meer wandern im Sommer polwärts.

## Lebensweise
Der Große Hammerhai ist ein nomadisch lebender Einzelgänger, der in der Regel anderen Riffhaien ausweicht. Begegnet er anderen Haien seiner Größe, zeigt er ein Drohverhalten, bei dem er seine Brustflossen hängenlässt und steif und ruckartig schwimmt. Jungtiere werden von größeren Haien wie etwa den Bullenhaien (Carcharhinus leucas) erbeutet, während größere und ausgewachsene Hammerhaie keine natürlichen Feinde mit Ausnahme des Menschen haben.
Gelegentlich begleiten Schwärme von Pilotfischen (Naucrates ductor) größere Haie, darunter auch den Großen Hammerhai. Stachelmakrelen der Art Carangoides bartholomaei wurden beobachtet, wie sie sich mit den Flanken an der Haut von Großen Hammerhaien rieben, wahrscheinlich um Hautparasiten abzureiben. Als Parasiten des Großen Hammerhais sind vor allem Ruderfußkrebse als Hautparasiten bekannt, darunter die Arten Alebion carchariae, A. elegans, Nesippus orientalis, N. crypturus, Eudactylina pollex, Kroyeria gemursa und Nemesis atlantica.

### Ernährung
Der Große Hammerhai ist ein aktiver Jäger mit einem breiten Nahrungsspektrum. Die Beute besteht aus einer Vielzahl von wirbellosen Tieren wie Krebsen, Kalmaren und Tintenfischen sowie zahlreichen Knochenfischen wie Tarpunen, Sardinen, Kreuzwelsen, Froschfischen, Meerbrassen, Süßlippen, Stachelmakrelen, Umberfischen, Zackenbarschen, Plattfischen, Kofferfischen und Igelfischen. Außerdem jagt er kleinere Haie und Rochen, darunter auch Vertreter der eigenen Art. Am Rangiroa-Atoll erbeutet er beispielsweise Graue Riffhaie (Carcharhinus amblyrhynchos), die nach der Paarung erschöpft sind.

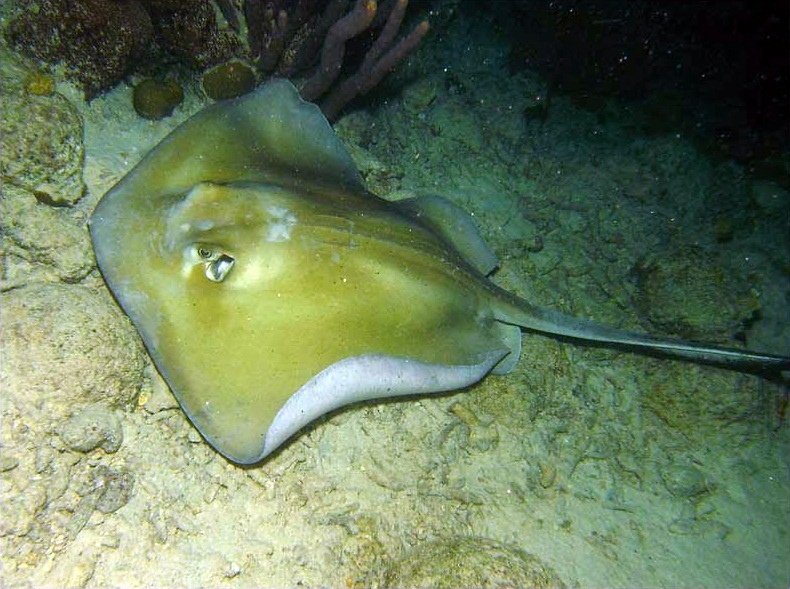
Stechrochen wie dieser Amerikanische Stechrochen stellen die bevorzugte Nahrung des Großen Hammerhais dar.

Die Hauptnahrung der Großen Hammerhaie sind jedoch Rochen, insbesondere Stechrochen. Die Giftstachel der Stechrochen werden regelmäßig im Maul der Hammerhaie eingestochen gefunden und scheinen diese nicht zu stören. Ein Individuum, das vor der Küste Floridas gefangen wurde, hatte 96 Stacheln von Stechrochen im und um das Maul stecken. Die Jagd findet bei diesen Haien vor allem nachts oder während der Dämmerung statt, wobei sie ihren Kopf in großen Bögen über den Meeresboden schwingen und so elektrische Signale mit Hilfe ihrer am Cephalofoil lokalisierten Lorenzinischen Ampullen aufnehmen. Zugleich wirkt der Kopf als Tragflügel, der es den Haien erlaubt, sich rasch umzuwenden und einen gerade entdeckten Rochen zu fangen. Vor Florida sind Hammerhaie zudem häufig die ersten Haie, die frisch ausgelegte Haiköder erreichen, was auf einen besonders ausgeprägten Geruchssinn hinweist.
Eine weitere Funktion des verbreiterten Kopfes des Großen Hammerhais wurde aus einer Beobachtung eines Hammerhais abgeleitet, der im Bereich der Bahamas einen Amerikanischen Stechrochen (Dasyatis americana) erbeutete. Der Hai stieß den Rochen zuerst mit einem Angriff von oben auf den Meeresboden und hielt ihn dann dort mit seinem breiten Kopf fest, während er sich drehte und jeweils einen großen Biss in beide Seiten der vergrößerten Brustflossen vornahm. Der Rochen wurde dadurch bewegungsunfähig gemacht und anschließend mit dem Maul abgehoben und mit schnellen Kopfbewegungen des Hais zerlegt. Bei einer weiteren Sichtung wurde ein Großer Hammerhai beobachtet, der einen Gefleckten Adlerrochen (Aetobatus narinari) im Freiwasser attackierte, indem er mit einem Biss ein großes Stück aus einer der beiden Brustflossen biss und ihn dann ebenfalls mit dem Kopf auf den Boden drückte, wo er den Rochen mit dem Kopf voran ins Maul nahm. Durch diese Beobachtungen wird angenommen, dass Hammerhaie bei der Jagd auf Rochen immer zuerst versuchen, diese mit dem ersten Biss fluchtunfähig zu machen – eine Strategie, die auch der Weiße Hai (Carcharodon carcharias) anwendet – und dass der verbreiterte Kopf dazu dient, mit den Beutetieren umzugehen und sie am Boden festzuhalten.

### Fortpflanzung und Entwicklung
Anders als bei den meisten Haiarten, bei denen die Paarung in der Regel am Grund oder zumindest in Grundnähe stattfindet, wurden Große Hammerhaie dabei beobachtet, dass sie sich nahe der Wasseroberfläche verpaaren. So wurde im Bereich der Bahamas eine Kopulation beobachtet, bei der die beiden Haie aufstiegen, während sie sich umschwammen, und sich verpaarten, als sie die Wasseroberfläche erreicht hatten.
Wie alle Hammerhaie ist diese Art lebendgebärend (ovovivipar), wobei die ungeborenen Junghaie über eine Dottersack-Plazenta ernährt werden. Dabei wird der Dottersack, nachdem der Dottervorrat von den Junghaien verbraucht wurde, in eine Plazenta umgebildet, die der der Säugetiere analog ist und im Laufe der weiteren Entwicklung die Ernährung über den mütterlichen Blutkreislauf sicherstellt. Die Weibchen tragen alle zwei Jahre Jungtiere aus und bringen die Junghaie nach einer Tragzeit von 11 Monaten nördlich des Äquators im Frühjahr bis Sommer und um Australien von Dezember bis Januar zur Welt.
Hammerhaie gebären 6 bis 42 Jungtiere, wobei 20 bis 40 den Normalwurf darstellen. Die Junghaie haben eine Länge von 50 bis 70 Zentimetern bei der Geburt. Die Geschlechtsreife wird bei den Männchen zwischen 2,3 und 2,7 Metern und etwa 51 Kilogramm Körpergewicht erreicht, während die Weibchen mit 2,5 bis 3,0 Metern und 41 Kilogramm geschlechtsreif werden. Die typische Lebensdauer liegt beim Großen Hammerhai bei 20 bis 30 Jahren, der größte weibliche Hammerhai von Boca Grande wurde auf 40 bis 50 Jahre geschätzt.

## Systematik
Der Große Hammerhai wurde erstmals 1837 von dem deutschen Naturforscher Eduard Rüppell als Zygaena mokarran beschrieben, später jedoch der durch Constantine S. Rafinesque-Schmaltz beschriebenen Gattung Sphyrna zugeordnet, der er heute noch angehört. Über 200 Jahre wurde diese Art allerdings unter dem 1822 von Achille Valenciennes eingeführten wissenschaftlichen Namen Sphyrna tudes geführt, bis 1950 durch Enrico Tortonese festgestellt wurde, dass es sich bei der von Valenciennes beschriebenen und dort abgebildeten Art um den Kleinaugen-Hammerhai handelte, der diesen Namen entsprechend heute trägt, während Sphyrna mokarran als ältestes Synonym der offizielle wissenschaftliche Name des Großen Hammerhais wurde. Der Lectotyp der Art ist ein 2,5 Meter langes Tier aus dem Roten Meer. Der Artname leitet sich aus arabisch مقرن muqarran ‚gehörnt‘ ab.
Insgesamt werden in der Gattung Sphyrna acht Arten geführt, wobei die Spezies Carolina-Hammerhai (Sphyrna gilberti) erst 2013 beschrieben wurde und daher nicht in die früheren phylogenetischen Analysen einging. Die Gattung bildet gemeinsam mit der nur durch den Flügelkopf-Hammerhai (Eusphyra blochii) gebildeten Gattung Eusphyrna die Familie der Hammerhaie (Spyrnidae). Aufgrund phylogenetischer Untersuchungen auf der Basis von morphologischen sowie molekularbiologischen Merkmalen (Isoenzyme und mitochondriale DNA) wurde eine Systematik erstellt, nach der der Große Hammerhai die Schwesterart einer Gruppe mit dem Glatten Hammerhai (Sphyrna zygaena) und dem Bogenstirn-Hammerhai (Sphyrna lewini) darstellt und mit diesen ein Taxon bildet, das den anderen Arten der Gattung Spyrna gegenübersteht. Die Position der großen Arten mit besonders ausladendem Cephalofoil konnte im Prinzip auch durch weitere Untersuchungen im Jahr 2010 bestätigt werden, wobei sich die Ergebnisse bezüglich der Verwandtschaftsverhältnisse der Arten untereinander leicht von den Ergebnissen von 2007 unterscheiden: Hier bilden nur der Große und der Glatte Hammerhai ein gemeinsames Taxon, während der Bogenstirn-Hammerhai als basale Art der Gruppe aller anderen Sphyrna-Hammerhaie zugeordnet wird.
Die Position der großen Arten zwischen dem Flügelkopf-Hammerhai (Eusphyrna blochii) und den kleineren Hammerhaien mit einem deutlich schmaleren Kopf deutet darauf hin, dass innerhalb der Hammerhaie ein großes Cephalofoil den ursprünglichen Zustand darstellt und der schmalere Kopf von diesem abgeleitet ist. Damit verbunden ist eine Funktionsveränderung des Cephalofoil, der sich in der Lebensweise der Hammerhaie widerspiegelt: Während ein breites Cephalofoil vor allem bei freischwimmenden Arten des Pelagials vorkommt und hier vor allem die Rolle als Tragflügel wahrnimmt, leben die kleineren Arten mit kleinerem Cephalofoil vor allem in Bodennähe sowie in schlammigen Küstengebieten und nutzen die Ausstattung der Sinnesorgane, insbesondere der Lorenzinischen Ampullen, zur Lokalisierung von Beutetieren. Bezüglich der Körpergröße schließen Lim et al. 2010 aufgrund ihrer Verwandtschaftshypothese und der Verbreitung der Arten, dass die ursprünglichsten Hammerhaie große Arten waren, von denen sich sowohl der kleine Flügelkopf-Hammerhai als auch die kleineren Sphyrna-Arten ableiten.

## Beziehung zum Menschen

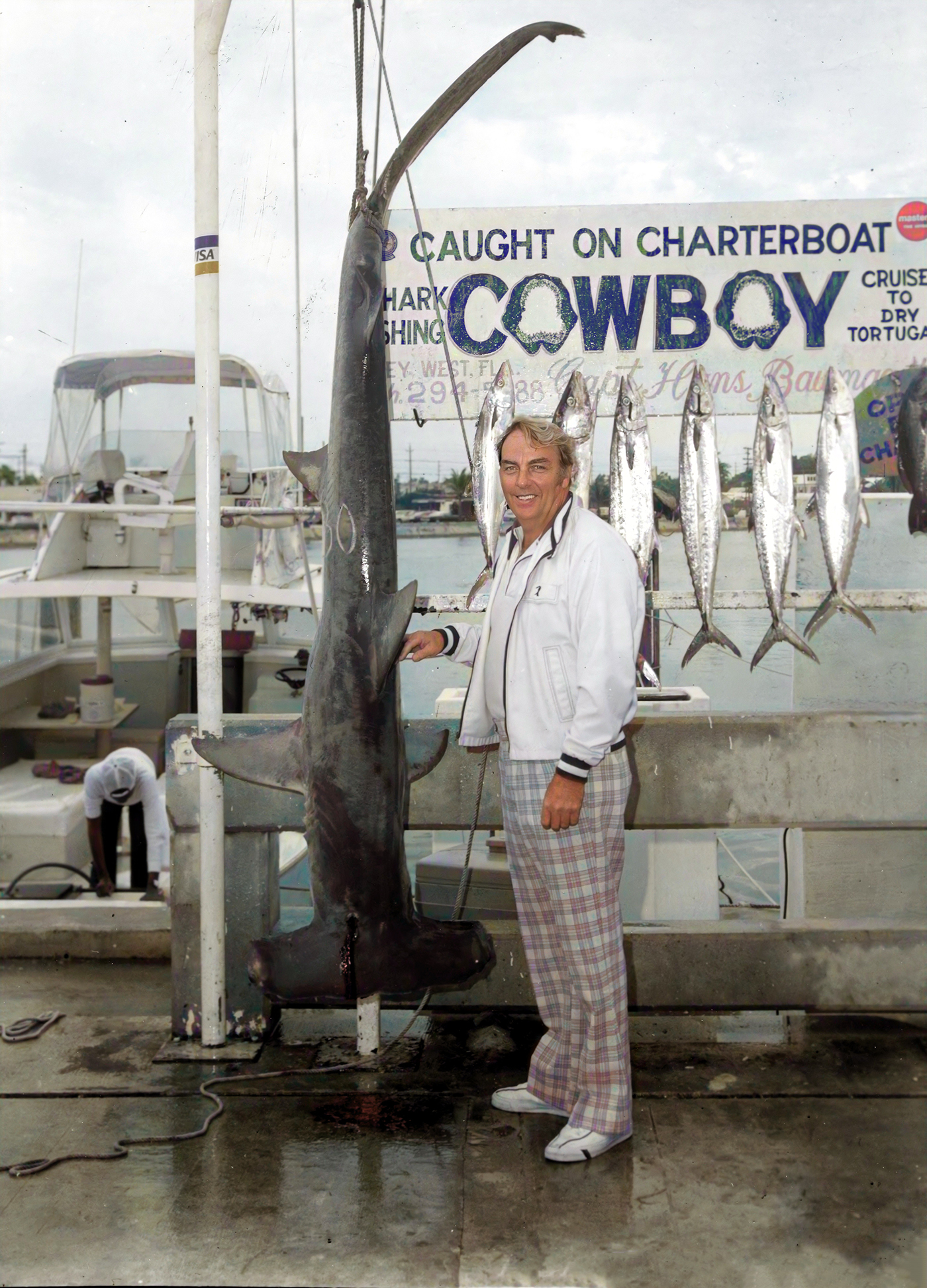
Ein Großer Hammerhai als Beute eines Sportfischers (2008)

Aufgrund seiner Größe und seiner scharfen Zähne ist der Große Hammerhai in der Lage, auch Menschen schwere Wunden zuzufügen. Er wird entsprechend – wie alle anderen großen Hammerhaie, insbesondere der Bogenstirn-Hammerhai (S. lewini) – als dem Menschen potenziell gefährlich eingestuft und gilt in der Regel als der aggressivste und damit „gefährlichste“ Hammerhai. Taucher berichten dagegen, dass der Große Hammerhai in der Regel scheu bis uninteressiert auf Taucher reagiert. Allerdings gibt es auch Berichte, nach denen sich Große Hammerhaie Tauchern annähern oder diese beim Einsteigen ins Wasser sogar attackieren. Bis 2009 verzeichnete das International Shark Attack File 34 Angriffe von Hammerhaien der Gattung Sphyrna auf Menschen, 17 davon unprovoziert und keiner tödlich. Aufgrund der Schwierigkeit, die Haie zu unterscheiden, ist unklar, wie viele dieser Angriffe durch Große Hammerhaie erfolgten; die sichere Zuordnung erfolgte nur bei einem unprovozierten Unfall.

### Nutzung und Fang
Der Große Hammerhai wird in den Tropen sowohl kommerziell wie auch durch Sportfischer gefangen, wobei vor allem Langleinen, Bodennetze, Hakenleinen und Schleppnetze eingesetzt werden. Während das Fleisch selbst nur selten genutzt wird, haben die Flossen einen hohen Wert für den asiatischen Markt, wo sie gemeinsam mit denen anderer großer Haie zu Haifischflossensuppe verarbeitet werden. Zudem wird ihre Haut zu Haileder verarbeitet, das aus ihrer Leber gewonnene Leberöl dient der Gewinnung von Vitaminen und ihre Kadaver werden der Fischmehlproduktion zugeführt. Daneben wird der Große Hammerhai wie andere Haie auch unabsichtlich als Beifang gefangen und getötet, wobei auf diese Weise beispielsweise im Golf von Mexiko und im nordwestlichen Atlantik bis zu 90 % der gefangenen Haie sterben. Eine weitere vom Menschen verursachte Todesursache stellen Hainetze dar, die zum Schutz der Strände vor den Küsten Australiens und Südafrikas gespannt werden und in denen sich viele Haie verfangen.

### Bedrohung und Schutz

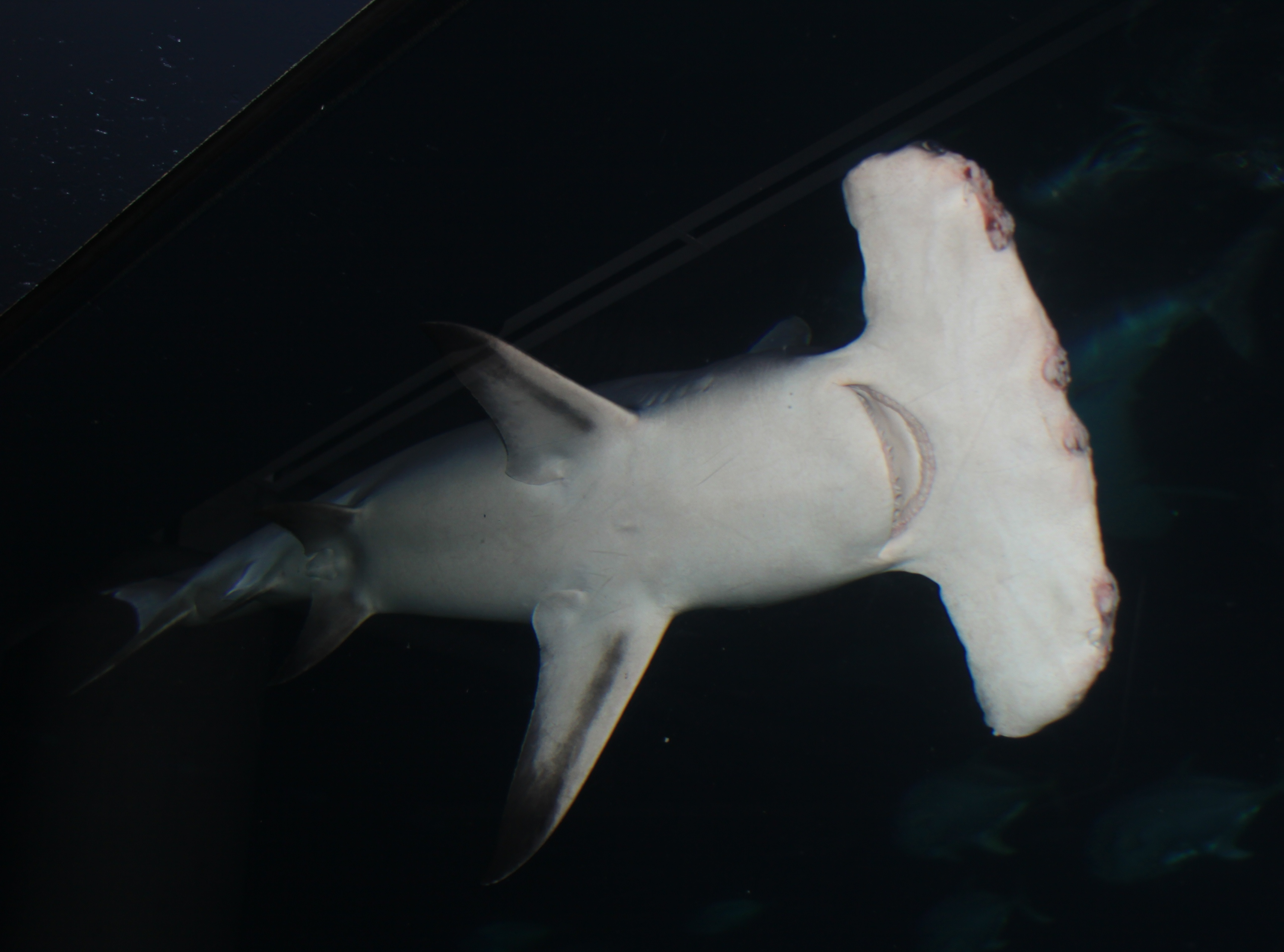
Unterseite des Cephalofoil eines Großen Hammerhais.

Der Große Hammerhai ist aufgrund seiner geringen Individuenzahl sowie der langen Entwicklungsdauer sehr empfindlich gegenüber Überfischung. Eine zuverlässige Erfassung der Bestände ist zudem sehr schwierig, da nur wenige Fischereibehörden in ihren Statistiken diese Art von anderen Hammerhaien trennt. Die Art wird von der International Union for Conservation of Nature and Natural Resources (IUCN) global als „vom Aussterben bedroht“ eingeschätzt. Insbesondere im Golf von Mexiko, wo der Hai vor allem als Beifang gefangen wird, gingen die Populationen seit den 1990er Jahren um etwa 50 % zurück. Im südwestlichen Indischen Ozean gingen die Bestände vor allem durch die große Zahl von Langleinennetzen für den illegalen Fang von Hammerhaien und dem Großen Geigenrochen (Rhynchobatus djiddensis) zurück. Die Fangzahlen für den Großen Hammerhai fielen von 1973 bis 2003 um 73 %, allerdings ist unklar, ob dies mit einem lokalen oder generellen Rückgang der Art zusammenhängt. Entlang der afrikanischen Küsten ist der Hai „kritisch gefährdet“ und es wird ein Rückgang der Bestände von 80 % innerhalb der letzten 25 Jahre angenommen. Durch die West African Sub-Regional Fishing Commission (SRFC) wurde der Große Hammerhai als eine der vier am meisten bedrohten Arten der Region eingestuft, falls die Befischung weiterhin unbeobachtet und ungeregelt fortgeführt wird. Vor Nordaustralien wurde der Hai aufgrund der Datenlage als „Data Deficient“ eingeordnet, wobei das hohe Risiko jedoch herausgestellt wurde. Dabei ist vor allem der starke Anstieg der illegalen, nicht angezeigten und unregulierten Fischerei („illegal, unreported, and unregulated“ (IUU)) aufgrund der stark ansteigenden Preise für Haifischflossen von Bedeutung.
Der Hammerhai ist auf dem Annex I für „Highly Migratory Species“ des Seerechtsübereinkommens der Vereinten Nationen (UN Convention on the Law of the Sea) gelistet, allerdings wurden durch dieses Gesetz bislang keine Maßnahmen entwickelt. Insbesondere die Verurteilung des Shark-Finning (einer Fischereimethode, bei dem Haie ausschließlich gefangen werden, um ihnen die Flossen abzuschneiden) durch die Vereinigten Staaten, Australien und die Europäische Union sowie international gültige Fischereiregelungen etwa durch die International Commission for the Conservation of Atlantic Tunas (ICCAT) könnten in Zukunft den Fischereidruck auf den Großen Hammerhai vermindern.
Im März 2013 wurde auf der Artenschutzkonferenz der CITES in Bangkok eine Regulierung des Handels mit Großen Hammerhaien beschlossen, die Regelung trat am 14. September 2014 in Kraft.